# Étienne Marilley
Étienne Marilley, né le 21 octobre 1804 à Châtel-Saint-Denis et mort le 17 janvier 1889 à Fribourg, est un prêtre catholique suisse.

## Biographie
Étienne Marilley est ordonné prêtre le 28 mai 1831 et dirige le séminaire diocésain dès 1835, avant d'être vicaire et curé à Genève. Nommé évêque coadjuteur de Pierre Yenni (de) le 16 décembre 1845, ce dernier décède avant l'arrivée des bulles papales. Étienne Marilley devient donc évêque de Lausanne et Genève, et est consacré le 15 mars 1846 par le nonce apostolique  (it). 
Il démissionne le 23 octobre 1872 comme évêque de Genève, et le 27 novembre 1879 comme évêque de Lausanne. Le 11 mai 1883, il est nommé archevêque de Myre (de). 
Il décède le 17 janvier 1889.

## Sources
- Franz Xaver Bischof, « Étienne Marilley » dans le Dictionnaire historique de la Suisse en ligne, version du 22 août 2008.